# Кино белых телефонов
«Кино белых телефонов» (итал. Cinema dei telefoni bianchi) — период в итальянском кинематографе, длившийся примерно с 1936 по 1943 годы. Фильмы того периода часто называли также «венгерскими комедиями» (commedia all’ungherese), так как многие авторы сценария были венгерского происхождения, или «кино деко» (cinema Decò) из-за дорогих, взятых в аренду декораций в стиле ар-деко. «Кино белых телефонов» было консервативным, пропагандировало семейные ценности и жёсткую социальную иерархию.

## Название
Своим названием период обязан присутствием на экране белых телефонов, считавшихся в то время признаком достатка и символом высокого общественного статуса, в отличие от гораздо более распространённых телефонов чёрного цвета. 

## История
Кино белых телефонов появилось после успеха итальянской комедии начала 1930-х годов: это была более лёгкая версия, не содержащая интеллектуализма и завуалированной социальной критики. 
Марио Камерини и Алессандро Блазетти представляли собой решающую зарождающуюся власть нового кинематографа, основанного на символической муссолинской фразе (фактически заимствованной у Ленина) «Кино - самое сильное оружие!». Но Камерини, в отличие от своего гораздо более преданного коллеги и интеллектуала фашизма, сосредоточился на довольно «мужественном» кино в течение рассматриваемой эпохи, целью которой было рассказать об итальянском обществе того времени.
Благородное происхождение «белых телефонов» встречается в кинолентах Камерини, начиная с фильма «Рельсы» (1929), в котором режиссёр фотографировал реальность кризисных лет в реальном времени. Буржуазия, мелкая буржуазия и «удачливый» городской пролетариат были хорошо представлены и описаны в фильмах Камерини: предложена новая модель, посвящённая самой популярной публике, которая заполняла кинотеатры.
Из режиссёров «кино белых телефонов» следует упомянуть Марио Камерини, Алессандро Блазетти, Витторио Де Сика, Гоффредо Алессандрини, Джорджо Феррони, Марио Сольдати и Луиджи Дзампа, из актёров — Джино Черви, Луизу Фериду, Асю Норис, Дину Сассоли и Алиду Валли.

## Характеристика
Производство так называемых белых телефонов или «кино деко» изображает 1930—1940-е годы с характерными интерьером комнат и модой. Буржуазные настроения эстетически напоминают американские кинокомедии, особенно Франка Капра. Надежды мелкого буржуа не могли не стать реальностью: фильмы, подобные «Тысячам лир в месяц», а также одноимённая песня, вошли в историю. Музыкальная составляющая фильмов нередко склоняла к повторному просмотру ленты, а многие из вышедших фильмов содержали по крайней мере одну хитовую песню. 
Благополучие и прогресс, демонстрирующиеся в кинокартинах, не отвечали итальянской реальности того времени. Представление благополучного (порою даже роскошного), продвинутого, эмансипированного и образованного общества контрастировало с насущной ситуацией в Италии — преимущественно бедной, отсталой с высоким уровнем безработицы. Восторженная, радостная и беззаботная атмосфера этих фильмов, казалось, столкнулась с мрачной действительностью существования нации под управлением фашистской диктатуры на пороге войны.
Вскоре темы начали повторяться, становились всё более предсказуемыми и банальными. Производство подобных фильмов снизилось и позже прекратилось с падением фашистского режима.
На смену фильмам «белых телефонов» пришёл итальянский неореализм, стремившийся с максимально возможной достоверностью отражать факты и события из жизни рабочего класса и городских низов.